# John de Vries

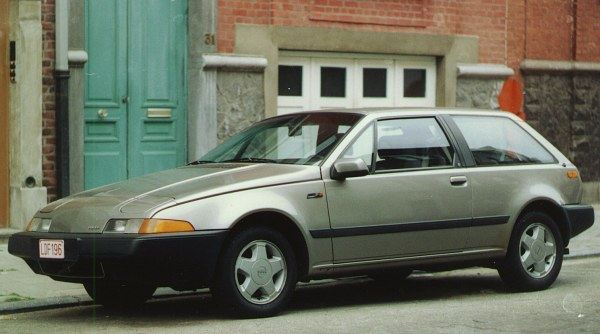
Volvo 480

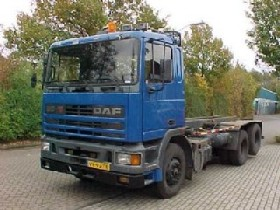
DAF 95

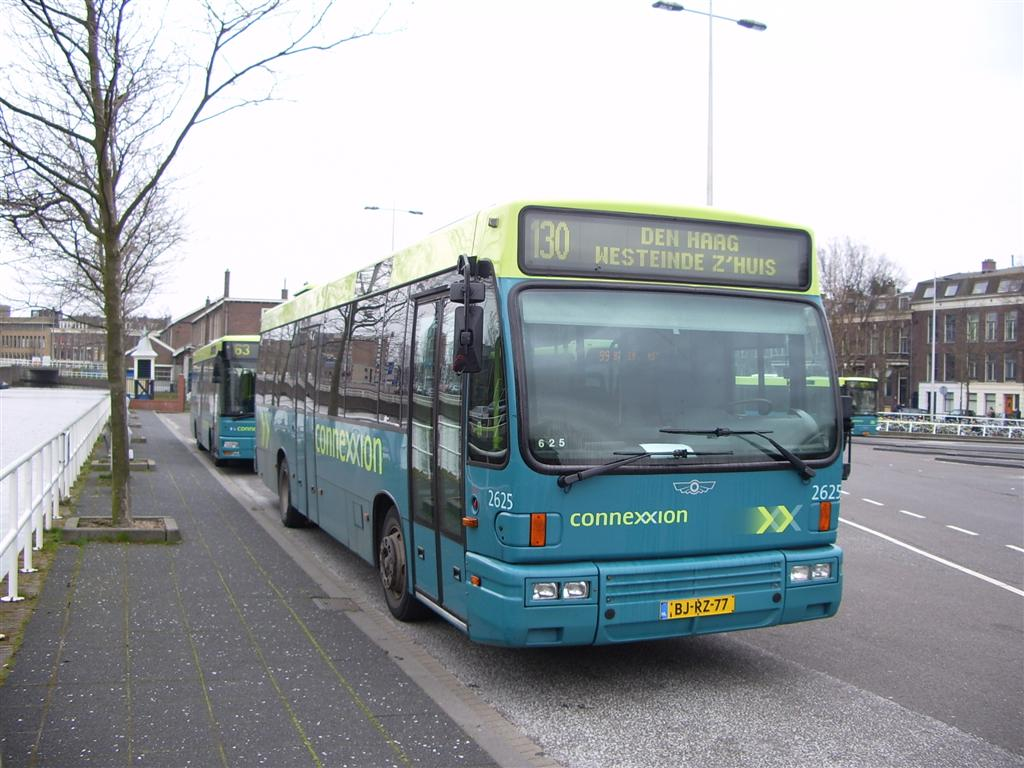
Den Oudsten Alliance

John R. de Vries (Bergeijk, 18 februari 1945 – Helmond, 21 juni 2025) was een Nederlands ontwerper.
Hij begon op de ontwerpafdeling van DAF, waar hij in 1971 meedong naar het ontwerp van Project 900, de beoogde opvolger van de DAF 66. Uit de inzendingen van Michelotti, Bertone en twee van DAF's eigen ontwerpers, werd het ontwerp van De Vries gekozen. Deze kwam in 1976 op de markt als Volvo 343.
In 1980 ontwierp hij op de stylingafdeling van Volvo Car de Volvo 480. In concurrentie met de designafdeling van Volvo-Zweden en de studio van Bertone was het zijn ontwerp dat uiteindelijk werd uitgekozen. 
In maart 1986 werd de auto aan het publiek gepresenteerd op de autotentoonstelling in Genève.

Dit maakte De Vries niet meer bij Volvo mee, in 1985 werd hij hoofd-stylist bij Daf-Trucks. Daar ontwierp hij de DAF 95, die geïntroduceerd werd op de IAA van 1987, en in 1988 werd uitgeroepen tot Truck of The Year.
Voor Den Oudsten ontwierp hij de Alliance. De Alliance was zeer succesvol in Nederland, en wordt ook nog steeds veel ingezet.
Later werkte hij als freelancer en hield zich bezig met een breed werkterrein, onder andere ook met het ontwerpen van boten.
Zo maakte hij als freelancer ook deel uit van het Duvedec-ontwerpteam voor het ontwerpen van de Phileas.